# 온천초등학교 (경남)
온천초등학교는 대한민국 경상남도 창원시 의창구 북면 신촌리에 있는 공립 초등학교이다.

## 학교 연혁
- 1939년 4월 1일 온천공립심상소학교 개교
- 1941년 4월 1일 온천공립국민학교로 개칭
- 1980년 3월 1일 병설유치원 인가 개편
- 1996년 3월 1일 온천초등학교로 개명
- 2003년 12월 6일 현대화 과학실험실 개관(제1과학실)
- 2008년 3월 15일 실내체육관 개관
- 2009년 9월 25일 참글마루 도서관 개관
- 2015년 3월 1일 제25대 정철민 교장 부임
- 2017년 2월 22일 제72회 졸업식 32명 (총 6,046명)
- 2017년 3월 1일 13학급 편성(특수학급 1학급)

## 참고 자료
- 온천초등학교 - 한국교육학술정보원 학교알리미